# Ставишанка
Ставишанка, Ставиша (пол. Stawiszanka, Stawisza) — гірська річка в Польщі, у Горлицькому повіті Малопольського воєводства на Лемківщині. Права притока Білої, (басейн Балтійського моря).

## Опис
Довжина річки 6 км, найкоротша відстань між витоком і гирлом — 5,08  км, коефіцієнт звивистості річки — 1,19 . Формується багатьма безіменними струмками та частково каналізована.

## Розташування
Бере початок на південних схилах гори Яворинки (777 м) на висоті 700 м над рівнем моря у лісі Ковалюва (гміна Устя-Горлицьке). Спочатку тече на південний захід, потім на північний захід через село Ставиша і на південній околиці Снітниці впадає у річку Білу, праву притоку Дунайця.

## Цікаві факти
- Річка розташована на Низьких Бескидах.
- У Ковалювому лісі росте переважно ялина, бук та вільха.[1].
- На лівому березі річки розташовані гори Сівейка (785 м) і Здзяр (655,2 м), а на правому — Бордюв Верх (751,6 м) та Гронь (747,1 м)[1].